# Sylvafossor
Sylvafossor – wymarły rodzaj owadów z rzędu świerszczokaraczanów i rodziny Probnidae, obejmujący tylko jeden znany gatunek: Sylvafossor forcipatus.
Rodzaj i gatunek opisane zostały w 2004 roku przez Daniła Aristowa. Opisu dokonano na podstawie pojedynczej skamieniałości, odnalezionej w formacji Koszelewka, w rosyjskiej Czekardzie i pochodzącej z piętra kunguru w permie.
Owad o ciele długości 21 mm. Duża, szersza niż dłuższa, ku przodowi zwężona, prognatyczna głowa wyposażona była w duże oczy, krótkie i trójczłonowe głaszczki szczękowe, duże żuwaczki z ostrymi zębami oraz dość krótkie, nitkowate czułki. Paranotalia przedplecza miały kształt zaokrąglonego, odwróconego trapezu. Śródplecze i zaplecze były podobnej budowy, tak szerokie jak długie. Przednie skrzydło miało 17 mm długości, brzeg przedni prosty, tylny brzeg wypukły, a wierzchołek zaokrąglony. W jego użyłkowaniu zaznaczały się: pogrubiona u nasady i zakończona w odsiebnej ⅓ skrzydła żyłka subkostalna, zaczynający się w nasadowej ⅓ i wyposażony w 4 odnogi sektor radialny, rozdwojona w pobliżu połowy skrzydła tylna żyłka medialna oraz lekko falista i piłkowana przednia żyłka kubitalna. Tylne skrzydło miało 16 mm długości, brzeg przedni  prosty, a wierzchołki wystające poza te przedniego skrzydła. Jego użyłkowanie charakteryzowała sięgająca za połowę długości żyłka subkostalna, lekko zakrzywiona u nasady i dalej prosta żyłka radialna oraz sektor radialny o grzebieniowanych odgałęzieniach. Przednia para odnóży miała na rozszerzonych goleniach duże kolce oraz rzędy drobnych kolców u wierzchołka. Sięgający poza skrzydła odwłok wyposażony był w krótkie, zagięte pośrodku przysadki odwłokowe.